# Wölbung (Statistik)
Die Wölbung, Kyrtosis, Kurtosis oder auch Kurtose (griechisch κύρτωσις kýrtōsis „Krümmen“, „Wölben“) ist eine Maßzahl für die Steilheit bzw. „Spitzigkeit“ einer (eingipfligen) Wahrscheinlichkeitsfunktion, statistischen Dichtefunktion oder Häufigkeitsverteilung. Die Wölbung ist das standardisierte (zentrale) Moment 4. Ordnung.
Der Exzess gibt die Differenz der Wölbung der betrachteten Funktion zur Wölbung der Dichtefunktion einer normalverteilten Zufallsgröße an.

## Wölbung

### Empirische Wölbung
Zur Berechnung der Wölbung einer empirischen Häufigkeitsverteilung {\displaystyle x_{1},\ldots ,x_{n}}  wird die folgende Formel benutzt:
{\displaystyle w={\frac {1}{n}}\sum _{i=1}^{n}\left({\frac {x_{i}-{\bar {x}}}{s}}\right)^{4}}
Damit die Wölbung unabhängig von der Maßeinheit der Variablen ist, werden die Beobachtungswerte {\displaystyle x_{i}} mit Hilfe des arithmetischen Mittels {\displaystyle {\bar {x}}} und der Standardabweichung {\displaystyle s}
{\displaystyle z_{i}={\frac {x_{i}-{\bar {x}}}{s}}}
standardisiert. Durch die Standardisierung gilt
{\displaystyle {\bar {z}}={\frac {1}{n}}\sum _{i=1}^{n}z_{i}=0,\quad s_{z}^{2}={\frac {1}{n}}\sum _{i=1}^{n}z_{i}^{2}=1\quad {\text{und}}\quad w={\frac {1}{n}}\sum _{i=1}^{n}z_{i}^{4}.}
Die Wölbung kann nur nicht-negative Werte annehmen. Ein Wert {\displaystyle w<3} deutet darauf, dass die standardisierten Beobachtungen {\displaystyle z_{i}} nahe dem Mittelwert konzentriert sind, d. h. die Verteilung ist flachgipflig (siehe Bild), für {\displaystyle w>3} ist die Verteilung im Vergleich zu einer Normalverteilung spitzgipflig.

### Wölbung einer Zufallsvariable
Analog zur empirischen Wölbung einer Häufigkeitsverteilung ist die Wölbung bzw. Kurtosis der Dichtefunktion bzw. Wahrscheinlichkeitsfunktion einer Zufallsvariablen {\displaystyle X} definiert als ihr auf die vierte Potenz der Standardabweichung {\displaystyle \sigma } normiertes viertes zentrales Moment {\displaystyle \mu _{4}(X)}.
{\displaystyle \beta _{2}={\frac {\mu _{4}(X)}{\mu _{2}(X)^{2}}}={\frac {\mu _{4}(X)}{\sigma ^{4}(X)}}={\frac {\operatorname {E} [(X-\mu )^{4}]}{(\operatorname {E} [(X-\mu )^{2}])^{2}}}=\operatorname {E} \left[\left({\frac {X-\mu }{\sigma }}\right)^{4}\right]}
mit dem Erwartungswert {\displaystyle \mu =\operatorname {E} [X]}.
Als Darstellung mittels der Kumulanten {\displaystyle \kappa _{i}} ergibt sich
{\displaystyle \beta _{2}={\frac {\kappa _{4}}{\kappa _{2}^{2}}}+3={\frac {\kappa _{4}}{\operatorname {Var} (X)^{2}}}+3}

### Schätzung der Wölbung einer Grundgesamtheit
Zur Schätzung der unbekannten Wölbung {\displaystyle \omega } einer Grundgesamtheit mittels Stichprobendaten {\displaystyle x_{1},\ldots ,x_{n}} ({\displaystyle n} ist der Stichprobenumfang) müssen der Erwartungswert und die Varianz aus der Stichprobe geschätzt werden, d. h. die theoretischen durch die empirischen Momente ersetzt werden. Um Erwartungswerttreue zu erreichen, sind zusätzliche Korrekturterme nötig, da durch die Schätzung von Erwartungswert und Varianz aus der Stichprobe Freiheitsgrade verloren gehen:
{\displaystyle {\hat {\omega }}={\frac {n(n+1)}{(n-1)(n-2)(n-3)}}\sum _{i=1}^{n}\left({\frac {x_{i}-{\bar {x}}}{s}}\right)^{4}}
mit dem Stichprobenmittel {\displaystyle {\bar {x}}}  und der Stichprobenstandardabweichung {\displaystyle s}.

## Exzess
Um das Ausmaß der Wölbung besser einschätzen zu können, wird sie mit der Wölbung einer Normalverteilung verglichen, für die {\displaystyle \beta _{2}=3} gilt. Der Exzess (auch: Überschusswölbung oder Überkurtosis) ist daher definiert als
{\displaystyle \gamma =\operatorname {Exzess} =\beta _{2}-3}
Mittels der Kumulanten ergibt sich
{\displaystyle \gamma ={\frac {\kappa _{4}}{\operatorname {Var} (X)^{2}}}}
Nicht selten wird die Wölbung fälschlicherweise als Exzess bezeichnet.

### Schätzung des Exzesses einer Grundgesamtheit
Zur Schätzung des unbekannten Exzesses {\displaystyle \gamma } einer Grundgesamtheit mittels Stichprobendaten sind zusätzliche Korrekturterme nötig, da durch die Schätzung von Erwartungswert und Varianz aus der Stichprobe Freiheitsgrade verloren gehen:
{\displaystyle {\hat {\gamma }}={\hat {\omega }}-{\frac {3(n-1)^{2}}{(n-2)(n-3)}}}
mit der geschätzten Wölbung {\displaystyle {\hat {\omega }}} der Grundgesamtheit und dem Stichprobenumfang {\displaystyle n}.

### Arten von Exzess
Verteilungen werden entsprechend ihrem Exzess eingeteilt in:
- {\displaystyle \mathrm {Exzess} =0}: normalgipflig oder mesokurtisch. Die Normalverteilung hat die Kurtosis {\displaystyle \beta _{2}=3} und entsprechend den Exzess {\displaystyle 0}.
- {\displaystyle \mathrm {Exzess} >0}: steilgipflig, supergaußförmig oder leptokurtisch. Es handelt sich hierbei um im Vergleich zur Normalverteilung spitzere Verteilungen, d. h. Verteilungen mit starken Peaks.
- {\displaystyle \mathrm {Exzess} <0}: flachgipflig, subgaußförmig oder platykurtisch. Man spricht von einer im Vergleich zur Normalverteilung abgeflachten Verteilung.

### Wölbung, Exzess und schwere Verteilungsenden
Häufig, aber nicht notwendig, haben Verteilungen mit Überschusswölbung, d. h. mit positivem Exzess, auch  schwere Verteilungsenden. Der Exzess ist aber grundsätzlich auch geeignet,
Verteilungen zu vergleichen, die keine schweren Verteilungsenden haben. So können Verteilungen mit beschränktem Träger, z. B. Verteilungen, welche die gesamte Wahrscheinlichkeitsmasse auf dem Intervall {\displaystyle I:=[-1,+1]} konzentrieren, bezüglich ihrer Wölbung verglichen werden. Beispielsweise hat eine Gleichverteilung auf dem Intervall {\displaystyle I} eine geringere Wölbung als eine Dreiecksdichte auf dem Intervall {\displaystyle I} mit einem Gipfel an der Stelle Null. Bei einer Dichtefunktion auf dem Intervall {\displaystyle I}, welche die Wahrscheinlichkeitsmasse stark um Null konzentriert, z. B. als Polstelle der Dichtefunktion, kann der Exzess beliebig große Werte annehmen, ohne dass es zu schweren Verteilungsenden kommt. 
In bestimmten Anwendungsbereichen, in denen überwiegend stetige Verteilungen mit positiver Dichte auf dem gesamten Intervall {\displaystyle (-\infty ,\infty )} verwendet werden, werden Wölbungsmaße – leicht missbräuchlich – auch zur Charakterisierung der Verteilungsenden verwendet und die Konzepte der Leptokurtosis (Überschusswölbung) und der schweren Verteilungsenden werden kaum unterschieden und teilweise verwechselt. Dies ist deswegen in diesem Kontext möglich, da beim Vergleich von zwei Dichtefunktion mit gleichen Erwartungswerten und gleichen Varianzen und positiver Dichte auf dem gesamten Intervall {\displaystyle (-\infty ,\infty )} eine höhere Konzentration der Wahrscheinlichkeitsmasse um den Erwartungswert zwangsläufig mit einer Erhöhung der Wahrscheinlichkeitsmasse an den Rändern einhergeht.